# Мартиросян, Георгий Хачатурович
Гео́ргий Хачату́рович Мартиросьян (Мартиросян) (род. 31 января 1948, Ростов-на-Дону, СССР) — советский и российский актёр театра и кино, заслуженный артист РФ (2004).

## Биография
Родился 31 января 1948 года в Ростове-на-Дону. Отец — Хачатур Мартиросян (армянин), мать — Юлия Ивановна Гоникман-Воронцова.
В 16 лет поступил в Ростовский театральный институт (мастерская Г. Гуровского), окончил его в 1968 году.
В армии служил в ансамбле песни и пляски Северо-Кавказского военного округа — вёл конферанс.
После армии работал в Ростовском академическом театре драмы им. М. Горького, потом в Ростовском ТЮЗе.
В 1975 году Георгия Мартиросяна пригласили на роль Тихона в приключенческую картину "Золотая речка". На съёмках он познакомился с молодым Александром Абдуловым, который и порекомендовал Мартиросяна в столичный театр «Ленком», которым руководил Марк Захаров.
В «Ленкоме» Мартиросян проработал несколько лет — с 1975 по 1979 год. Правда, в этом прославленном театре Мартиросян оказывается на вторых ролях, поэтому он принимает решение перейти в труппу Московского театра Сатиры. За три года на его сцене сыграл несколько ролей, среди которых: Егор («Гнездо глухаря»), Васильков («Бешеные деньги»), Метью-Монета («Трехгрошовая опера»).
С 1980 года по 1983 год работал в Московском театре Сатиры, затем играл разноплановые роли в различных антрепризных постановках.
С 1983 года по 1993 год работал в театре им. Вл. Маяковского.
С 1998 года играет в театре «Школа современной пьесы».
Президент делового творческого клуба «Персонаж».

## Личная жизнь
- Первая жена — актриса Людмила Аристова, выпускница Ростовского училища искусств (скончалась в 2011 году; похоронена на Северном кладбище г. Ростова-на-Дону). В этом браке родился сын Дмитрий (1969 г. р.).
- Вторая жена (1983—1995) — актриса, народная артистка РФ (1992) Татьяна Васильева.
  - Дочь Елизавета (р. 5 ноября 1986) в 2007 году окончила факультет журналистики РГГУ, затем поступила в МАРХИ (дизайн), снимается в кино.
    - Внук Адам (родился 11 апреля 2011 года)[4].
- Третья жена (с 2017 года) — Наталья Мамонова, социальный архитектор, моложе мужа на 30 лет.

## Творчество

### Роли в театре

#### Независимый театральный проект
- 2002 — «Трактирщица»[5] по пьесе К. Гольдони — Граф Альбафьорита
- 2002 — «Ladies' night. Только для женщин»[6] по пьесе Энтони Маккартена, Стефана Синклера и Жака Коллара — Берни

### Фильмография
- 1974 — Звезда экрана — Петя, оператор картины
- 1975 — Пропавшая экспедиция — Тихон
- 1976 — Золотая речка — Тихон
- 1976 — Огненное детство — эпизод
- 1978 — Двое в новом доме — гость на дне рождения Маришки
- 1978 — Конец императора тайги — кузнец Василий
- 1978 — Осенние колокола — Богатырь
- 1978 — Д’Артаньян и три мушкетёра — гвардеец кардинала (кадры в фильм не вошли, нет в титрах)
- 1979 — Пираты XX века — Клюев
- 1979 — На таёжных ветрах — Платон Ветров
- 1979 — Жил-был настройщик — Славик, спортсмен, нахальный ухажёр Лены
- 1979 — Похищение «Савойи» — пилот «Савойи»
- 1979 — Приключения принца Флоризеля — слуга в свите принца, (нет в титрах)
- 1980 — От Буга до Вислы — Виктор
- 1980 — Частное лицо — Юра, племянник Василия Степановича Алексеева
- 1980 — Эскадрон гусар летучих — французский офицер (нет в титрах)
- 1982 — Подснежники и эдельвейсы — Павлович
- 1982 — Там, на неведомых дорожках… — богатырь
- 1983 — Приключения Шерлока Холмса и доктора Ватсона: Сокровища Агры — король Богемии
- 1984 — ТАСС уполномочен заявить — Сотрудник КГБ
- 1984 — Двойной обгон — Жора Джафаров, младший лейтенант милиции, инспектор ГАИ
- 1984 — Колье Шарлотты — Стас Седов, работник автомастерской
- 1985 — Самая обаятельная и привлекательная — клиент в ресторане
- 1985 — Знай наших! — Фурбас
- 1985 — Научись танцевать — Сева Менчуков, бармен, (озвучил Пётр Юрченков ст.)
- 1985 — Снайперы — майор Градов
- 1985 — Салон красоты — Витюша, друг Натальи
- 1986 — Выкуп — Йосеф, шофёр-дальнобойщик
- 1986 — Лермонтов — Алексей Фёдорович Орлов
- 1987 — Случай из газетной практики — Владислав Елисеевич Деревщиков
- 1988 — Раз, два — горе не беда! — Никита, военачальник
- 1988 — Аэлита, не приставай к мужчинам — спутник актрисы
- 1988 — Клад — шофёр
- 1988 — Бич Божий — встречающий
- 1989 — Чаша терпения
- 1989 — Биндюжник и король — Пристав
- 1989 — Процесс — Сергей Сергеевич
- 1989 — Сирано де Бержерак — победительный гвардеец, гвардеец гасконского полка, (озвучил И.Ефимов)
- 1990 — Мария Магдалина — Южанин
- 1990 — Моя морячка — Суздалев
- 1990 — Летучий голландец — швейцар
- 1990 — Система «Ниппель» — танкист
- 1991 — Болотная street, или Средство против секса — полковник пожарной службы
- 1991 — Дело Сухово-Кобылина — спортсмен
- 1991 — Гений — Мормон
- 1991 — Коктейль-мираж — «Спаситель»
- 1991 — Как живёте, караси? — карась-демагог
- 1991 — Плащаница Александра Невского — комиссар интерпола
- 1992 — Дымъ (Россия, ФРГ) — снимался
- 1992 — Новый Одеон — муж любовницы Северцева / жилец дома / зритель
- 1992 — Тайна Виллы — Кулик
- 1992 — Бабник 2 — Хулио, сын испанских коммунистов
- 1993 — Грехъ. История страсти — водитель «Волги»
- 1993 — Падение — Сергей Михайлович Щербаков
- 1993 — Тюремный романс — потерпевший
- 1994 — Вальсирующие наверняка — Георгий, владелец «Порше»
- 1995 — Первая любовь — снимался
- 1995 — Провокатор (Великобритания, Польша, Чехия) — Андрей Кавелин, генеральный прокурор Варшавы
- 1995 — Любить по-русски — Гаврилов, бывший заместитель прокурора области
- 1996 — Любить по-русски 2 — Гаврилов, бывший заместитель прокурора области
- 1995 — Крестоносец — эпизод
- 1996 — Импотент — Георгий Иванович
- 1996 — Возвращение «Броненосца» — Лёвчик
- 1997 — Бедная Саша — полковник Полуяконин
- 1997 — Страсти в ателье «Шах»
- 1997 — Шизофрения — генерал
- 1999 — Куба далеко
- 1999 — Поворот ключа — Дружников
- 1999 — Президент и его внучка — хозяин салона
- 1999 — Любить по-русски 3: Губернатор — Гаврилов
- 1999 — Д.Д.Д. Досье детектива Дубровского — Михаил Щукин, депутат Госдумы / доппель Щукина
- 1999 — Ворошиловский стрелок — прокурор
- 2000 — Бременские музыканты и Со — придворный Стражник
- 2000 — Воспоминания о Шерлоке Холмсе — король Богемии
- 2000 — Ландыш серебристый — любовник Ирмы
- 2000 — Марш Турецкого (фильм 9 «Грязные игры») — Ростислав Стриж, бывший хоккеист, председатель национального фонда спорта
- 2001 — Next — банкир
- 2001 — Интимная жизнь Себастьяна Бахова — Головков
- 2001 — Обнаженная натура
- 2002 — Осенний детектив — Барский
- 2003 — А поутру они проснулись — Серж
- 2003 — Сыщики 2 — Вадим Михайлович Шляпников
- 2004 — Дзисай — эпизод, (нет в титрах)
- 2004 — Моя прекрасная няня — Борис Шторм
- 2004 — Нежное чудовище — Валентин Глебович
- 2005 — Парижская любовь Кости Гуманкова — председатель профкома
- 2005 — Фирменная история — директор Табарчук
- 2005 — Страсти по кино, или Господа киношники — (5 серия «Контрольный поцелуй»)
- 2005 — Теневой партнёр / Silent Partner (США/Россия) — Михаил Гарин, министр финансов России
- 2006 — Кадетство — Пётр Иванович Макаров, отец суворовца Макарова, мэр города
- 2006 — Парижане — Стасов, директор команды «Спартак»
- 2006 — Лифт — отец
- 2006 — Русское средство — Троекуров
- 2006 — Я остаюсь — певец Юрий Затонский
- 2007 — Эксперты — Виктор Борисович Негребецкий
- 2007 — 07-й меняет курс — Бикс
- 2007 — День выборов — участник дуэта «Двое против ветра»
- 2007 — Бешеная — Павел Данилович Фролов (Фрол), криминальный авторитет
- 2008 — Один из многих
- 2008 — Бумеранг — Грузный
- 2008 — День радио — дядя Саши, заместитель начальника Генштаба
- 2008 — Я лечу — Григорий Анатольевич Емельянов
- 2008-2009 — Ранетки — Владимир Шестаков, врач, отец Марины и Арины
- 2009-2010 — Кремлёвские курсанты — Пётр Иванович Макаров, отец Макарова
- 2009 — Крыша — руководитель оркестра
- 2010 — Стройбатя — генерал Валерий Дмитриевич Лозинский
- 2011 — Счастливчик Пашка — Бобров, отец Андрея
- 2011 — Пыльная работа — Палыч
- 2012 — Свидание — главврач
- 2013 — Осторожно, дети!
- 2013 — Три звезды — Владислав Захаров, пожилой молодожён
- 2014 — Бессонница — Анатолий, главный ведущий игры «Бессонница»
- 2014 — Сватьи — генерал Леонид
- 2015 — Временно недоступен — генерал-майор юстиции Эдуард Фёдорович Багров
- 2015 — Последняя ночь
- 2016 — Жизнь после жизни — Збруев
- 2017 — Неизвестный — Юрченко, бизнесмен
- 2018 — Смотри мою любовь
- 2018—2019 — Воронины — Валерий Олегович Нестеров, капитан теплохода, бывший возлюбленный Галины Ивановны
- 2018 — Хор — Артур Андреевич Есипенко, чиновник минкульта
- 2021 — За первого встречного — Иннокентий Петрович
- 2021 — В Бореньке чего-то нет — папа Максима
- 2021—2022 — Чикатило — Владимир Панкратович, генерал
- 2022 — Я слежу за тобой — Василий Григорьевич Парусов, генерал
- 2024 — Тень Чикатило — Владимир Панкратович, генерал

## Видеоклипы
АИГЕЛ — You’re Born (2020)

## Дубляж

### Компьютерные игры
- 2020 — Legends of Runeterra — Аурелион Сол[7]
- 2019 — Мор — Рассказчик, Георгий Каин, Коготь[8]
- 2016 — League of Legends — Аурелион Сол[7]
- 2023 — Зайчик: Другая история — Хозяин Леса[9]
- 2025 — Pioner[10]

## Награды и звания
- Заслуженный артист Российской Федерации (15 января 2004 года) — за заслуги в области искусства[1].
- Орден «За заслуги перед Православной церковью Казахстана» (2013 год, Казахстанский митрополичий округ)[11].